# Club de Deportes Provincial Llanquihue
El Club de Deportes Provincial Llanquihue es un club de básquetbol chileno de la ciudad de Puerto Varas, que participaba en la liga DIMAYOR. Se fundó el año 1997 y jugó en sus inicios en la ciudad de Puerto Varas. En la temporada 2000 y 2001 se trasladó a la ciudad de Llanquihue. Sus años de gloria se vivieron una vez más en la ciudad de Puerto Varas, donde jugó desde la temporada 2002 hasta la 2007, logrando dos títulos de Dimayor y uno de Libsur. Para la temporada 2008 se trasladó a la ciudad de Llanquihue.
El club hacía de local en el Gimnasio Fiscal de Llanquihue, volviendo a la ciudad después de seis temporadas jugando en Puerto Varas. 
Sus rivales clásicos eran el Club Provincial Osorno y el Club Deportivo Valdivia.

## Descripción
Después del complejo año 2008, Provincial Llanquihue buscó una mezcla de jugadores de renombre y jóvenes con altas expectativas para esta nueva temporada. Se decidió la contratación de Cipriano Núñez, campeón con la Universidad de Concepción y con más de una década de experiencia en Dimayor, para liderar este nuevo proyecto que tiene en Leonel Méndez y José Luis Campos a sus jugadores más importantes. También se contrató al argentino Sebastián Chaine como refuerzo extranjero y además se llegó a un acuerdo con Franco Garrido, Renato Torres, Pedro Sands, Humberto Carrizo, Simón Martínez, Carlos Sepúlveda, Cristóbal Infante, Camilo Vargas, Nicolás Ulloa y el juvenil Cristopher Mansilla. Después de terminar liderando la zona sur de la fase zonal de Dimayor, Llanquihue venció a Deportes Castro por 3-0 en la serie de primera ronda, para perder en la siguiente ronda ante Provincial Osorno por 3 juegos a 2. Para la fase nacional se decidió el cambio de Sebastián Chaine por el americano Marcus Heard. El extranjero debió ser cambiado después de cuatro fechas ya que su sufrió un desgarro. Para reemplazarlo llegó el alero Delvin Thomas.

## Historia
El club fue fundado en 1997, ante la posibilidad de que el único equipo de la provincia de Llanquihue que participaba en las ligas cesteras desapareciera por razones económicas.
Encabezados por quien fue su primer presidente, Oscar Pijuán, se formó un directorio formado por Patricio Narváez, Jaime Schwerter, Edgardo Domke, Carlos Binder, Carlos Narváez, y Eduardo Cerón.
Ya en su segundo año de vida, Provincial Llanquihue se hacía un lugar entre los grandes del básquetbol chileno. En el campeonato de apertura 1998 logró un puesto entre los cuatro primeros, y en el campeonato oficial, luego de una serie de semifinales contra el desaparecido Petrox de Talcahuano, que Llanquihue ganó por tres juegos a cero (incluidos dos en calidad de visita), jugó la serie final, en la que fue derrotado por Universidad de Concepción por 4 juegos a 0. Formaron ese plantel los jugadores Mack Hilton, Mario Lucas, Jeff Thompson, Frederick West, Cristian Pérez, Marcelo Hernández, Ringo Soldan, Eduardo Francke, Claudio Campos, Kurt Krugger, Pablo Lara, Juan Kairath, Guillermo Galindo e Iván Gallardo.
Desde el año 2000, por razones económicas, Provincial Llanquihue traslada su base de operaciones a la ciudad de Llanquihue. Ese año debutó en el torneo Libsur, donde marcó nuevamente su sello: primer puesto en la categoría infantil, tercero en categoría mini (solo por diferencia de puntos), y segundo lugar en la Categoría Adultos, lo que hizo merecedor al equipo lacustre del trofeo "Luz del Sur" con el que se premia al mejor club de la Liga. 
En la temporada 2001, Provincial Llanquihue ganó el apelativo con el que es conocido hasta hoy por la hinchada del básquetbol chileno: El Monstruo del Lago. La escuadra lacustre conformó un rico plantel nacional compuesto por Marcelo Hernández, Cristian Pérez, Pedro Kairath, Eduardo Francke, Claudio Campos, Patricio Robles y Ringo Soldan, a los que se sumaron los extranjeros nacionalizados Hilton y Daniel Viáfora, y los refuerzos extranjeros Jack Michael Martínez (República Dominicana), y Courtney Wallace, quien tras recibir una fuerte sanción disciplinaria por parte de la Liga en la segunda rueda, fue reemplazado por Otto Vantroy Ramírez, también dominicano. De la mano de Martínez, Provincial Llanquihue se estableció como el líder de la competencia y clasificó a los playoffs donde debió enfrentarse a la Unión Deportiva Española de Temuco, a quien venció en tres partidos y a Deportivo Español de Talca, que llevó la serie hasta un quinto partido que fue ganado por los hombres de Iván Gallardo. En la final, Provincial se enfrentó al Club Deportivo Valdivia. Una derrota en el primer partido hizo perder la localía a Provincial. Victorias en el segundo y tercer partido lo pusieron una vez más arriba. Valdivia aseguró en casa el cuarto partido, en el Coliseo Municipal Antonio Azurmendy Riveros. El quinto partido se definió en tiempo suplementario, con Claudio Campos y Pedro Kairath consiguiendo tiros de tres puntos para mantener la serie a favor de Llanquiue. El sexto juego fue ganado por Valdivia con cierta facilidad, aprovechando la ausencia por lesión de Cristián Pérez y la inesperada ausencia de Daniel Viáfora, acusado de dopaje en la antesala del sexto juego. En el séptimo partido, jugado en la ciudad de Puerto Montt, la regularidad de Valdiva fue mucho para un equipo que no logró meterse en el partido y sintió mucho la ausencia de jugadores claves, por lo que perdió la serie 3-4, entregándole al rival del norte el título de campeón nacional de DIMAYOR. 
Así las cosas, en el 2002, el objetivo del club era lograr el ansiado título. Los dirigentes realizaron una fuerte inversión, volvieron a Puerto Varas, y se conformó un plantel nacional lleno de seleccionados chilenos, y se cambió 5 veces el refuerzo extranjero durante el torneo. Vistieron la camiseta de Provincial Llanquihue los chilenos Pedro Kairath, Rodrigo Espinoza, Patricio Robles, Carlos Troll, Claudio Campos, Mack Hilton, Patricio Arroyo, Marcelo Ruiz, Marco Cornez, Patricio Briones, y Emilio Paris, además de los extranjeros Alonzo Goldstone (USA), Jorge Almanzar (DOM), Lavelle Owens (USA), Hernán Montenegro (ARG), y Jermaine Tate (USA).
Provincial se hizo del primer puesto en la fase regular, y barrió con UDE de Temuco y U. de Concepción en playoffs. Así, se enfrentó a su tradicional y clásico rival Provincial Osorno en una infartante final a siete juegos. El equipo de Puerto Varas perdió su primer partido como local, ganó el segundo y luego perdió dos como visitante. El quinto juego lo ganó y dejó la llave 3-2, por lo que era vital ganar en Osorno para poder pelear el título. En ese partido, considerado como épico por los hinchas lacustres, Patricio Arroyo anotó 6 triples que permitieron al "Monstruo" llevar el partido a un tiempo suplementario, no sin antes sufrir ante la posibilidad de Osorno de cerrar el partido, con un tiro de Cristian Pérez contra la chicharra. Ya en el tiempo extra, Kairath y Espinoza sentenciaron a Osorno desde el perímetro. Con la serie igualada 3-3, Provincial no dejó escapar la posibilidad de lograr el campeonato, escapándose en el tercer parcial de la mano de "Popeye" Ruiz, derrotando a Osorno por 97 a 76 y adjudicándose su primer título de Dimayor.
En el 2003, se logró mantener a gran parte del equipo nacional, sumando al base talquino Francisco Véliz y al osornino Leonel Méndez. Después de la gran temporada 2002 en la Unión Deportiva Española de Temuco, los dirigentes de Provincial Llanquihue aseguraron la contratación de Darryl Johnson, solucionando desde un comienzo el complejo escenario que se vivió la temporada anterior con los extranjeros. Con el trabajo de "Zeta" Rodríguez se recuperó a jugadores como Arroyo y Provincial se estableció como el equipo a vencer para esa temporada. Liderando la temporada y estableciendo una localía infranqueable Llanquihue se adueñó de la temporada regular. En la primera ronda de playoffs derrotó por tres partidos a uno a Deportes Ancud y en las semifinales se encontró una vez más con Provincial Osorno. En una cerrada serie definida en cinco partidos Llanquihue hizo pesar la localía y se clasificó a su tercera final consecutiva. En la serie definitoria se enfrentó a la Universidad Católica. Ambos equipos hicieron pesar su localía y todo se definió en un séptimo partido en la ciudad de Puerto Varas. Este partido sólo pudo ser definido en los minutos finales, donde las ventajas individuales de Provincial se hicieron notar y dejaron el título por segundo año consecutivo en Puerto Varas.
De cara a la temporada 2004, se contrataron los servicios del entrenador argentino Jorge Luis Álvarez. Después de la partida de Pedro Kairath se sumó al escolta José Luis Campos. Como refuerzos extranjeros llegaron Jermaine Tate (campeón en 2002 con el club) y el base Lawrence Wallace, que venía precedido de un gran rendimiento en la Liga Nacional de Argentina jugando para Obras Sanitarias. Después de terminar la temporada regular en la segunda posición, Llanquihue ganó las series de playoffs contra Deportes Ancud y la Universidad Autónoma de Temuco por tres partidos a cero. Mostrando contundencia, un juego cohesionado y además contando con el plantel más profundo de la liga, Llanquihue logró ganar dos series ante rivales complicados de forma rápida y demostrando que seguían siendo el rival a vencer. En la final se encontró una vez más con Provincial Osorno. Llanquihue logró tomar la ventaja de localía ganando el segundo partido de la serie. Ya en el cuarto partido, Osorno logró recuperar la derrota del segundo partido e igualó la serie a dos. Los siguientes partidos fueron ganados por el equipo local y el 18 de diciembre de 2004 se jugó el séptimo partido de esta serie. Provincial Osorno logró hacerse fuerte en casa y se quedó con el título de esa temporada.
Con la partida de Patricio Briones y Patricio Arroyo a Deportes Ancud comenzó la temporada 2005. Después de un comienzo de 2-4, donde el aporte de los extranjeros Reggie Charles y Jeff Clifton no fue el esperado llegó el cambio necesario. Se contrató al conocido Todd Williams y al hasta ese momento desconocido Djibril Kante. Con ambos jugadores ya incorporados al equipo, Provincial tuvo un alza en el rendimiento y se entreveró en las primeras posiciones. Jugadores como Pablo Ayala,, José Luis Campos y Emilio París se sumaban a los extranjeros y convertían a Provincial en un complicado equipo en cualquier cancha. Provincial remató la serie regular con cuatro victorias consecutivas en casa para alcanzar la cuarta posición en la serie regular. En primera ronda se enfrentó a la Universidad de Concepción. A pesar de la ventaja de localía, Provincial Llanquihue no logró pasar esta ronda. Perdió el segundo partido en casa y los penquistas lograron ganar sus dos partidos en calidad de local, terminando con el sueño de una quinta final consecutiva.
La temporada 2006 fue una de transición para Provincial Llanquihue. Después de los años de gloria, los problemas económicos acecharon al club y se enfocó en un trabajo con jugadores jóvenes y otros poco conocidos en el básquetbol nacional. Después de que Jorge Luis Álvarez emigrara a Temuco para dirigir a la UDE, los dirigentes entregaron la responsabilidad de dirigir al joven platel al técnico americano Carlton Johnson. Después de un complejo inicio en la fase zonal de Dimayor, donde los extranjeros Dameon Sansom y Johnny Tyson no respondieron a las expectativas se hizo necesario un cambio en los refuerzos foráneos. Llegaron Kahiry Battle (en la fase zonal) y John A. Thomas (al comienzo de la fase nacional). Con ambos extranjeros el nivel de Provincial subió e incluso se jugó su opción de clasificar a la postemporada hasta el último partido. Jugando sin extranjeros (ambos foráneos se vieron involucrados en un accidente automovilístico) se venció a CD Puente Alto y en la noche siguiente se requería una victoria contra Boston College, además de una serie de resultados. A pesar de la lesión en la rodilla, Thomas entró a la cancha, sin poder evitar eso sí la derrota y la confirmación de que Provincial se quedaba sin playoffs por primera vez en su historia.
Para la temporada 2008 llegó el entrenador argentino Carlos Iglesias y se conformó un plantel principalmente integrado por jugadores de las divisiones inferiores del club. El plantel 2008 está compuesto por los siguientes jugadores nacionales: Eduardo Francke, Nicolás Ulloa, Javier Schwerter, Camilo Vargas, Pablo Navarro, Vjekoslav Rafaeli, Matías Sepulveda, Ignacio Navarrete, Sebastián Raimann. A comienzo de temporada se contrató a Raheim Lowery, Dominick Melton y John A. Thomas como los refuerzos extranjeros. Después de ocho partidos se decidió el cambio de Lowery y en su puesto llegó el centro americano Anthony Knox. Avanzada la temporada el equipo se desprendió de Dominick Melton, que fue reemplazado por JR Morris, además de terminar el contrato con el entrenador Carlos Iglesias, después de que el equipo se encontrara en la última ubicación. Para encarar los playoffs se decidió la contratación del argentino Gustavo Noria como director técnico, además de la contratación de John Rufus en reemplazo de JR Morris, sin embargo estos cambios no hicieron efecto y Provincial fue eliminado por Liceo Mixto en la primera ronda por tres juegos a cero.

### Campeonatos
En menos de diez años de vida, el Club de Deportes Provincial Llanquihue de Puerto Varas ha obtenido los títulos (2002 y 2003) y tres subcampeonatos (1998, 2001, 2004) de DIMAYOR, dos títulos en el torneo benéfico internacional "Encestando una Sonrisa" (2003 y 2004), y uno en el Torneo Renato Raggio Catalán (2008); además, en Libsur, el denominado Monstruo del Lago obtuvo la copa "Luz del Sur" (2000), y los campeonatos adulto (2004) e infantil (2000 y 2005).

## Palmarés

### Torneos nacionales
- Dimayor (2): 2002, 2003.
- Libsur (1): 2004. 2005.

### Torneos internacionales
- No ha ganado ningún título hasta el momento

- Datos: Q5774977